# Miss Lala
Miss Lala, o Miss La La, pseudonimo di Anna Olga Woodson, alla nascita Anna Olga Brown (Stettino, 21 aprile 1858 – 1945), è stata un'acrobata, famosa per essere stata musa di Edgar Degas ed essere ritratta nel suo dipinto Mademoiselle La La al Circo Fernando.

## Biografia
Miss Lala nacque come Anna Olga Albertina Brown il 21 aprile del 1858 a Stettino, una città della Prussia che oggi si trova in Polonia. Era la figlia dell'afrostatunitense Wilhelm Brown e della tedesca Marie Christine Borchardt.

Fece parte della Troupe Kaira, una compagnia circense itinerante, nella quale iniziò a esibirsi all'età di nove anni circa. Ella si esibì sui palchi dei circhi e negli spettacoli di varietà dei paesi europei visitati dalla compagnia, come il Royal Aquarium di Londra o il Gaiety Theatre di Manchester, cimentandosi in numeri da acrobata, da funambola, da trapezista e da donna cannone. Divenne nota con molti soprannomi, come "Olga la negra" (Olga-la-négresse), "La principessa africana" (La Princesse africaine), "La donna cannone", "La mulatta cannone" (La Mulâtresse-canon), oppure ancora "Venere nera", ma fu soprattutto con gli pseudonimi di "Miss Lala", o "Mademoiselle La La", che si fece conoscere maggiormente. Assieme alla sua compagna Theophila Szterker (1864–1888), detta "Kaira la bianca", si esibì sul palco delle Folies Bergère, dove le due artiste vennero soprannominate "le due farfalle" (Les Deux Papillons).

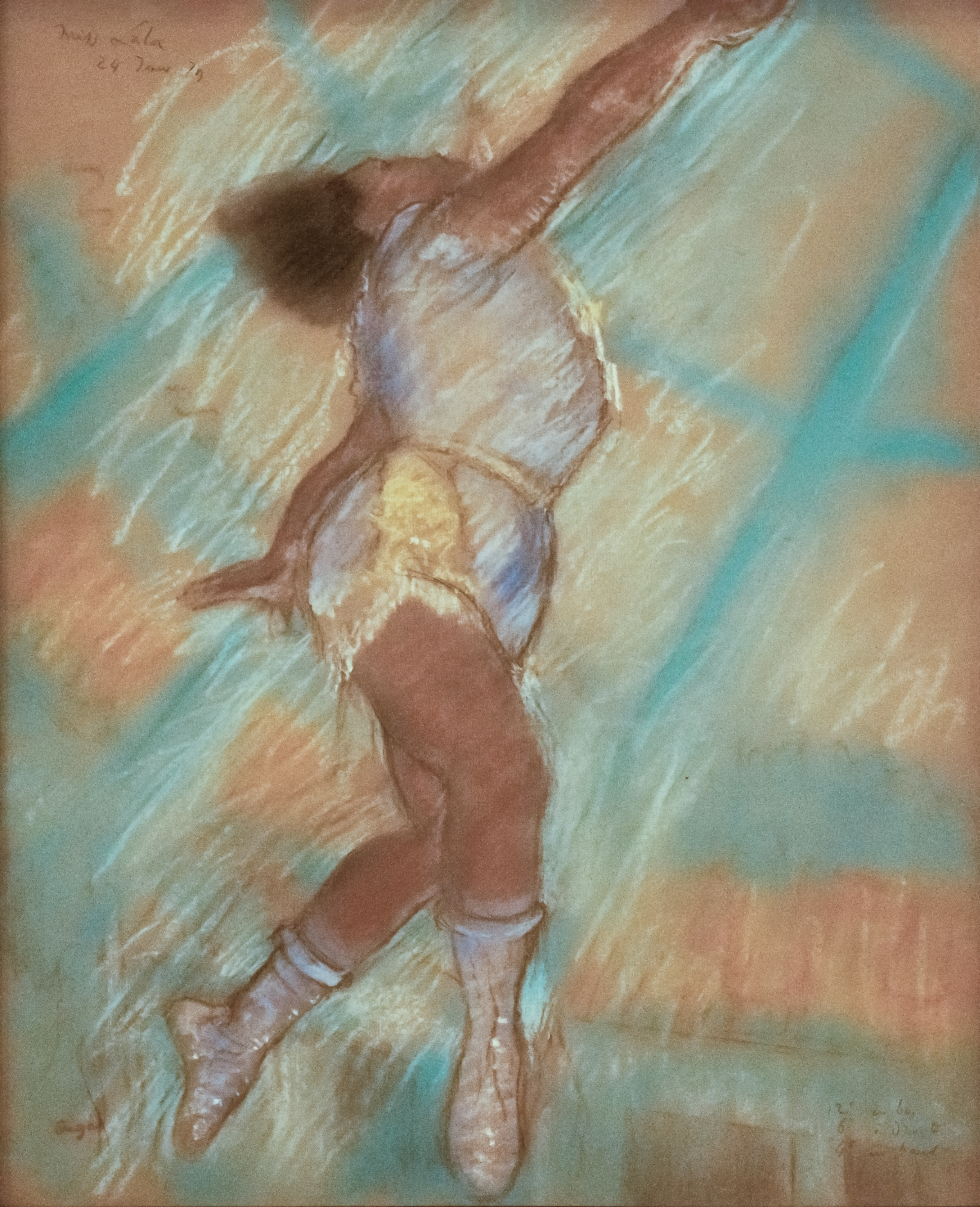
Un disegno a pastello di Edgar Degas che ritrae Miss Lala, del 1879.

Edgar Degas la ritrasse nel 1879, quando era una delle circensi più celebri del suo tempo, in "una delle sue tele più sorprendenti", Mademoiselle La La al circo Fernando (1879, National Gallery di Londra), mentre si regge a un trapezio con la sola forza della mascella fino alla volta del vecchio circo Medrano del boulevard de Rochechouart, che in seguito sarebbe stato dipinto, seguendo le orme di Degas, da artisti come Auguste Renoir (Acrobati al circo Fernando, 1879, Art Institute di Chicago), Henri de Toulouse-Lautrec (Al circo Fernando, 1888, Art Institute di Chicago) o Georges Seurat (Il circo, 1890, museo d'Orsay).
Dei litografi famosi come Jules Chéret o François Appel la ritrassero sui manifesti che realizzarono per il circo Fernando o per le Folies Bergère, sospesa sul suo trapezio, a testa in giù, reggendo con i denti un cannone che spara un colpo, dopo essere stato caricato da due artificieri.
Nel 1888 ella sposò un contorsionista statunitense, Emanuel Woodson, direttore del circo del palazzo d'estate brussellese, con il quale ebbe una figlia, Rose Eddie, nata a Londra nel 1894 circa, e altri due figli. Nel 1919 la coppia si trasferì negli Stati Uniti d'America e si hanno poche notizie di Lala successive a questa data.